# 武蔵越生高等学校
武蔵越生高等学校（むさしおごせこうとうがっこう）は、埼玉県入間郡越生町にある普通科、全日制、男女共学の私立高等学校。設置者は学校法人越生学園である。
略称は「武蔵越生」や「ムサオゴ」または「ムオゴ」、「MO」などと呼ばれる。

## 概要
かつての校名が、越生高等学校であり、埼玉県立越生高等学校と区別して私立越生高等学校と呼ばれていた（略称はオゴシリもしくはオゴシ。同様に県立は「オゴケン」）。しかし混同が極めて多く、現名称への変更の原因の一つになった。
校章と別に、武蔵越生の頭文字M.Oをイメージしたシンボルマークがある。
制服はZUCCaのファッションデザイナー・小野塚秋良のデザイン。
難関国公立・私立大学を目指す特進選抜コース・特進コース、中堅大学を目指す進学選抜コース・進学コース、アスリートを目指す体育コースの5コースがあったが、2017年度入学の生徒より、難関国公立・私大を目指すS特進コース、中堅〜上位の私大を目指す選抜Iコース、主に指定校推薦で中堅の大学を目指す選抜IIコース、体育系有名大学への進学を目指すアスリート選抜コースの4コース制となる。
体育コース以外は2年次から文系、理系へ分かれより専門的なカリキュラムとなる（体育コースからの編入も可）。また、1年次に選抜IIコースだった者が2年次から選抜Iコースに上がることやその逆も可能。
土地柄から、グラウンドや学校周辺は緑に包まれた環境である。

## 沿革
- 1952年（昭和27年） - 越生木工技能者養成所として認可される。
- 1960年（昭和35年） - 越生工業高等学校として開校。建築科・木材工芸科の2科を設ける。
- 1965年（昭和40年） - 校名を越生高等学校と改称し、普通科が設置される。
- 1973年（昭和48年） - 普通科に進学コースが設置される。
- 1981年（昭和56年） - 普通科に体育コースが設置される。
- 1993年（平成5年） - 校名を武蔵越生高等学校と改称し、男女共学となる。普通科に国際コース、情報コースが設置される。
- 2004年（平成16年） - 建築科を廃止。
- 2006年（平成18年） - 特進選抜、特進、進学選抜、進学、体育の5コースに改定。スクールバスを高麗川駅、東飯能駅、飯能駅、狭山市駅、稲荷山公園駅から運行。
- 2007年（平成19年） - 制服のビッグマイナーチェンジを行う。開校55周年。
- 2009年（平成21年） - 週6日制を採用。
- 2017年 (平成29年)　- S特進、選抜I、選抜II、アスリート選抜の4コースに改定。

## 教育方針

### 建学の精神
「行うことによって学ぶ」

### 教育目標
本校建学の精神に立ち、これからの国際社会のよき形成者として心豊かで実践力のある人間を育成する。
1. 創造性豊かな人間
2. 志気あふれる人間
3. 思いやりのある人間
4. 日々努力できる人間

## 施設
- 地上7階建ての本館校舎（図書室、マルチパーパスルーム、コンピュータ室、茶室、屋上庭園、大会議室、事務室）
- 地上4階建ての第3校舎（音楽室、理科実験室）
- 第2校舎（美術室、書道室、家庭科室）
- 第一体育館
- MO記念体育館
- MO柔道館
- こころざし館
- あすなろ館（合宿施設、トレーニングルーム）
- 軽井沢研修センター（合宿施設。野球場、サッカー場がある)
- 照明付きの人工芝サッカーグラウンド、250mトラック（100mラバー2レーン）、雨天練習場併設の野球場、10面テニスコート

## 部活動
- 20の運動部、23の文化部がある。
- 柔道部、吹奏楽部、チアリーダー部、陸上競技部、軟式テニス部、躰道部バドミントン部などは、関東大会、全国大会の常連。
- 軟式テニス部、サッカー部、野球部、を集めた体育コースがある（男子のみ、3クラス）。
- 強化部には特待制度がある（躰道部は現在部員募集停止中）。

## 学校生活
- 平成21年度より週6日制となる。ただし第四土曜日は休みとなる。
- 体育祭、けやき祭（文化祭）、芸術鑑賞会、ウォークラリー、予餞会などの学校行事がある。
- コース行事として、軽井沢アクティブプロジェクト（選抜II）、ブリティッシュヒルズ語学研修（選抜I）、勉強合宿（S特）、スキー実習（アスリート選抜）がある。
- 2年次での修学旅行はオーストラリアに行き、ホームステイなどを体験する。
- 7月には新入生らに向けたキャンプなどの野外活動が催される。

## 著名な卒業生
- 中川隆治（プロ野球選手）
- 安藤正裕（プロサッカー選手）
- 森直樹（プロサッカー選手）
- 冨士祐樹（プロサッカー選手）
- 吉野一基（プロサッカー選手、元サッカー部外部コーチ）
- 堀口文宏（お笑い芸人・タレント）
- 設楽悠太（陸上競技選手）
- 設楽啓太（陸上競技選手）
- 髙橋裕太（陸上競技選手）
- 樋口陸（陸上競技選手）　※桐生第一高等学校から転入

## アクセス
- 東武越生線 武州唐沢駅より徒歩約2分。
- JR 八高線 毛呂駅より徒歩約15分。